# Ottestad
Ottestad is een plaats in de Noorse gemeente Stange in fylke Innlandet. Het dorp heeft een houten kerk uit 1731.

## Geboren
- Julie Blakstad (2001), voetbalster

Bottenfjellet · Ilseng · Gata · Ottestad · Romedal · Stange · Sørbygdafeltet · Tangen